# Marathon van Nagoya 1993
De marathon van Nagoya 1993 werd gelopen op zondag 7 maart 1993. Het was de 14e editie van de marathon van Nagoya. Alleen vrouwelijke elitelopers mochten aan de wedstrijd deelnemen. De Poolse Kamila Gradus kwam als eerste over de streep in 2:27.38.

## Uitslagen
| rang   | naam                   | land | tijd    |
| ------ | ---------------------- | ---- | ------- |
| Goud   | Kamila Gradus          | POL  | 2:27.38 |
| Zilver | Akemi Matsuno          | JPN  | 2:27.53 |
| Brons  | Ramilja Boerangoelova  | RUS  | 2:28.03 |
| 4      | Eriko Asai             | JPN  | 2:28.22 |
| 5      | Carla Beurskens        | NED  | 2:30.10 |
| 6      | Tatyana Polovinskaya   | UKR  | 2:30.40 |
| 7      | Miyako Iwai            | JPN  | 2:31.27 |
| 8      | Aurica Buia            | ROU  | 2:31.48 |
| 9      | Gum-Suk Chon           | PRK  | 2:32.33 |
| 10     | Gyong-Ae Mun           | PRK  | 2:32.40 |
| 11     | Teruko Oe              | JPN  | 2:32.43 |
| 12     | Ikuyo Goto             | JPN  | 2:33.02 |
| 13     | Akiyo Goto             | JPN  | 2:34.15 |
| 14     | Mari Tanigawa          | JPN  | 2:34.15 |
| 15     | Jin-jing Shang         | CHN  | 2:35.39 |
| 16     | Chiyuki Ona            | JPN  | 2:35.51 |
| 17     | Yumi Kato              | JPN  | 2:36.41 |
| 18     | Akemi Takayama         | JPN  | 2:37.09 |
| 19     | Janeth Mayal           | BRA  | 2:37.10 |
| 20     | Yekaterina Khramenkova | BLR  | 2:37.29 |
| 21     | Tomomi Nishigai        | JPN  | 2:38.01 |
| 22     | Tomomi Akiyama         | JPN  | 2:38.12 |
| 23     | Larisa Zyusko          | RUS  | 2:38.18 |
| 24     | Naomi Yoshizawa        | JPN  | 2:38.41 |
| 25     | Rika Fujino            | JPN  | 2:39.13 |

1984 ·
1985 ·
1986 ·
1987 ·
1988 ·
1989 ·
1990 ·
1991 ·
1992 ·
1993 ·
1994 ·
1995 ·
1996 ·
1997 ·
1998 ·
1999 ·
2000 ·
2001 ·
2002 ·
2003 ·
2004 ·
2005 ·
2006 ·
2007 ·
2008 ·
2009 ·
2010 ·
2011 ·
2012 ·
2013 ·
2014 ·
2015 ·
2016 ·
2017